# Laurent Ulrich
Laurent Bernard Marie Ulrich (* 7. září 1951, Dijon) je francouzský římskokatolický duchovní (arcibiskup). Dne 26. dubna 2022 byl jmenován  papežem Františkem pařížským arcibiskupem. Před svým jmenováním do Paříže zastával od roku 2008 úřad arcibiskupa lillského.

## Život
Narodil se v roce 1951 v Dijonu. Papež Benedikt XVI. ho 1. února 2008 jmenoval posledním biskupem lillským (s podržením osobního titulu arcibiskupa z předchozí funkce) a od 30. března 2008, kdy bylo Lille povýšeno na metropolitní arcibiskupství, prvním lillským arcibiskupem. Dne 26. dubna 2022 byl jmenován arcibiskupem pařížské arcidiecéze.
Je rytířem řádu čestné legie.

### Biskupská genealogie
Následující tabulka obsahuje genealogický strom, který ukazuje vztah mezi svěcencem a světitelem – pro každého biskupa na seznamu je předchůdcem jeho světitel, zatímco následovníkem je biskup, kterého vysvětil. Mons. Ulrich patří k linii kardinála d'Estouteville. Rekonstrukcím a vyhledáním původu v rodové linii ze zabývá historiografická disciplína biskupská genealogie.
1. kardinál Guillaume d’Estouteville
2. papež Sixtus IV.
3. papež Julius II.
4. kardinál Raffaele Sansoni Riario
5. papež Lev X.
6. kardinál Alessandro Farnese
7. kardinál Francesco Pisani
8. kardinál Alfonso Gesualdo di Conza
9. papež Klement VIII.
10. kardinál Pietro Aldobrandini
11. biskup Laudivio Zacchia
12. kardinál Antonio Barberini
13. arcibiskup Nicolò Guidi di Bagno
14. arcibiskup François de Harlay de Champvallon
15. arcibiskup Louis-Antoine de Noailles
16. biskup Jean-François Salgues de Valderies de Lescure
17. arcibiskup Louis-Jacques Chapt de Rastignac
18. arcibiskup Christophe de Beaumont du Repaire
19. biskup César-Guillaume de La Luzerne
20. arcibiskup Gabriel Cortois de Pressigny
21. arcibiskup Hyacinthe-Louis de Quélen
22. biskup Louis-Charles Féron
23. biskup Pierre-Alfred Grimardias
24. kardinál Guillaume-Marie-Romain Sourrieu
25. kardinál Adolphe Cardinal Amette
26. biskup Benjamin-Octave Roland-Gosselin
27. arcibiskup Paul-Marie-Alexandre Richaud
28. arcibiskup Paul Joseph Marie Gouyon
29. biskup Charles-Auguste-Marie Paty
30. arcibiskup Louis-Marie Billé
31. arcibiskup Laurent Ulrich

Jako hlavní světitel udělil biskupské svěcení biskupovi Colichemu (2009) a biskupu Hérouardovi (2017).